# 王韶 (宋朝)
王韶（1030年—1081年），字子純，號敷陽子，江州德安縣人，北宋軍事家、政治家，官至樞密副使。足智多謀，富於韜略，熙宁年间经略熙河，主导熙河之役，拓边二千余里，收复熙、河、洮、岷、叠、宕六州。

## 生平
生于天聖八年（1030年）八月，嘉佑二年（1057年）進士及第，調新安主簿。六年（1061年），試制科不中，客遊陝西，訪采邊事。治平三年（1066年），調建昌軍司理參軍事。熙宁元年（1068年），上《平戎策》三篇，提出收復河湟（今甘肃西部、青海东部和东北部一带）等地，招撫沿邊羌族，孤立西夏的方略，為宋神宗所納，授秦鳳路經略安撫使司管勾機宜文字。三年（1070年）二月，請置市易司、營田司，并請以官錢作本，改秘書省著作佐郎、提舉營田市易務。四月，同提舉秦州西路緣邊蕃部，后改提舉秦州西路緣邊蕃部。十月，因論“渭城至成紀沿河有良田萬頃可耕”不實，降授保平軍節度推官，依舊提舉秦州西路蕃部及市易司。四年（1071年）六月，復秘書省著作佐郎。八月，為太子中允、秘閣校理兼管勾秦鳳路緣邊安撫使司公事、兼營田事務。置洮河緣邊安撫使司，自古渭寨接青唐武勝軍應招納蕃部、市易、募人營田等事，以韶主之。诸将以蕃部俞龙珂在青唐最大，渭源羌与夏人皆欲羁縻之，议先致讨。韶引数骑直抵其帐，谕以成败，遂留宿。明旦，两种皆遣其豪随韶以东，龙珂率其属十二万口内附。五年（1072年）五月，以古渭寨為通遠軍，以韶知軍事。六月，奄東熟戶久不順命，遣權兵馬都監王存討平之七月，為右正言、直集賢院。以功大賞薄，除集賢殿修撰。修築渭源堡，遣將破蒙羅角，收復神平城，又破抹耳水巴族。獲首領器甲，焚其族帳，洮西大震。令景思立、王存將涇原兵由竹牛嶺南路張其軍聲，示其不疑，而韶潛師由東谷路徑趨武勝，未至十里，遇賊破之，瞎藥等棄城夜遁，大首領曲撒四王阿珂出降，收復武勝城，升為鎮洮軍。八月，破木征於鞏令城。十月，升鎮洮軍為熙州，以鎮洮軍為節度使軍額，熙河洮岷州、通遠軍為熙河路，以韶為龍圖閣侍制、經略安撫使、馬步軍都總管兼知熙州事。十一月，招納穆楞川東抹邦一帶大首領溫布察克罝等及所部首領三百八十七人。
六年（1073年）二月，克復河州，斬首千餘級，木征遁走，生擒其妻子。四月，為禮部司郎中、樞密院直學士，受賜絹三千匹，史稱：「宋幾振矣！」。是月，復遣將渡洮水，略定南山地，斬首七百級，築康樂城及劉家川、結河二堡，以通餉道，遂自領兵破踏白城，斬首三千級。又引兵徑渡洮水，遣別將敗其覆，遂拔摩宗城。九月，入岷州，瞎吴叱及本令征來降。十月，以功遷端明殿學士兼龍圖閣學士、左諫議大夫。七年（1074年）二月，入覲，為資政殿學士、兼制置涇原秦鳳路軍馬糧草。四月，破西蕃，築珂諾城，西蕃首領降，收回被吐蕃侵略的二十萬平方公里故土。五月，為禮部侍郎、觀文殿學士、仍兼端明殿龍圖閣學士，賜絹三千匹。授其子廓大理寺评事，赐进士出身；次子厚授大理寺评事。六月，都提舉熙河路買馬。十二月，為樞密副使，以奇計、奇捷、奇賞著稱，京師好事者稱之「三奇副使」。八年（1075年）四月，加封太原郡開國侯、食邑一千四百戶、實封四百戶。
王安石下台後，王韶罷樞密副使，十年（1077年）二月，以户部侍郎、观文殿学士、知洪州（江西南昌）。十月，坐以上表怨憤，落職知鄂州（湖北武昌）。元丰二年（1079年）五月，復知洪州。元豐改制以階易官，換正議大夫。元丰四年（1081年）六月二十四日，發病生疽，洞見五臟而死。享年五十二岁，贈金紫光祿大夫，谥号襄敏，錄其子六人為官，賜三女冠帔，封長女為瑞昌縣君。绍圣三年（1096年）七月，立廟于熙河。崇寧三年（1104年）五月，赐额“忠烈”。有十子，以王厚、王寀最為知名。

## 家族
- 曾祖：王師誠，特贈金紫光祿大夫
- 曾祖母：鄭氏，特贈安康郡夫人
- 祖父：王令極，特贈金紫光祿大夫
- 祖母：□氏，封嘉泰郡夫人
- 父：王世規，累贈太師、特贈金紫光祿大夫
- 母：陳氏，封嘉泰郡夫人、贈江國太夫人
- 兄：王振，太常寺奉禮郎
- 弟：王夏，大理寺丞、三司勾當公事
- 妻：楊氏，追贈蓬萊縣君、進封華原郡夫人
- 子：王廓，大理寺評事、累贈朝請郎
  - 孫：王彥隆，終官朝奉郎、知河南縣事
    - 曾孫：王萬章，右從政郎
    - 曾孫：王萬夫
    - 曾孫：王萬裕
- 子：王厚，終官武勝軍節度觀察留後、提舉中太一宮、贈寧遠軍節度使、諡號莊敏
  - 孫：王彥洗
  - 孫：王彥超
  - 孫：王彥博，右朝請郎、江淮等路提點坑冶鑄錢
    - 曾孫：王阮
      - 玄孫：王旦
- 子：王諄
- 子：王完
- 子：王固
- 子：王端
- 子：王顓
- 子：王寀，終官左朝奉大夫
  - 孫：王彥融，終官右朝請大夫、敷文閣直學士、淮南轉運司判官兼淮南東路提點刑獄公事、淮北泗州招討使司隨軍轉運判官、主管台州崇道觀、累贈金紫光祿大夫
    - 曾孫：王萬全
      - 玄孫：王遇

    - 曾孫：王萬樞，終官奉直大夫、知吉州事、贈中散大夫
      - 玄孫：王適，早卒
      - 玄孫：王逢，終官迪功郎、溧水縣主簿
      - 玄孫：王遂，終官通奉大夫、龍圖閣直學士、德安縣開國伯、食邑九百戶、提舉江州太平興國宮、賜紫金魚袋、諡號正肅
      - 玄孫：王遜，文林郎、監建康府戶部贍軍南酒庫
      - 玄孫：王近
      - 玄孫：王選
      - 玄孫女：王氏，適文林郎、安慶府觀察推官趙汝顗
      - 玄孫女：王氏，適承議郎、監行在榷貨務都茶場許溪
      - 玄孫女：王氏
      - 玄孫女：王氏，適迪功郎、嘉興府海鹽縣主簿衛洵
      - 來孫：王文渙
      - 來孫：王文淵
      - 來孫：王文郁
      - 來孫：王文虎
      - 來孫：王文鳳
      - 來孫：王文蟾
      - 來孫女：王氏，適侯伯仁

  - 孫：王彥舉
- 女：王氏，瑞昌縣君

## 延伸阅读
[在维基数据编辑]
 《宋史·卷328》，出自脱脱《宋史》